# Pixel C
Pixel C — 10.2-дюймовый Android-планшет, разработанный компанией Google. Устройство было представлено во время мероприятия для СМИ 29 сентября 2015 года. Относится к линейке продуктов Google Pixel.

## Спецификации

### Аппаратное обеспечение
Pixel C построен на основе системы на кристалле Tegra X1 корпорации Nvidia. В ней применяется  восьмиядерный процессор класса ARM «big.LITTLE», сочетающий четыре быстрых ядра и четыре более медленных энергоэффективных ядра  64-битной архитектуры ARMv8-A. Планшет имеет 3 ГБ оперативной памяти, доступны модели с 32 ГБ и 64 ГБ флеш-памяти. Дисплей у Pixel C имеет диагональ 10,2 дюйма (260 мм), разрешение 2560×1800 пикселей и использует IPS-матрицу с плотностью пикселей около 308 на дюйм.
Для Pixel C производителем предлагается к покупке дополнительная клавиатура. Планшет можно прикрепить к клавиатуре при помощи магнитного шарнирного механизма (что превращает продукт в подобие ноутбука - "laplet"), либо клавиатуру можно прикрепить к передней или задней части планшета для хранения. Интерфейс подключения клавиатуру - беспроводной  Bluetooth для данных, питание от собственной батареи. Когда  клавиатура прикреплена к передней части планшета, она может заряжать батарею планшета.

### Программное обеспечение
Pixel C поставляется с Android 6.0.1 Marshmallow. 22 августа 2016 Google выпустила обновление Android 7.0 Nougat для Pixel C, а также некоторых других устройств. В декабре 2017 года стало доступно обновление Android до версии 8.1.